# Jean Pierre Louis Girardin
Jean Pierre Louis Girardin (* 16. November 1803 in Paris; † 29. Mai 1884 in Rouen) war ein französischer Agrikulturchemiker.
Girardin trat 1821 in das pharmazeutische Laboratorium der Hospitäler von Paris, 1825 in das Laboratorium von Thénard und erhielt 1828 die Professur der angewandten Chemie in Rouen.
Hier richtete er auch einen Kursus der angewandten Chemie für Arbeiter ein und veröffentlichte diese Vorlesungen als Leçons de chimie élémentaire appliquée aux arts industriels (1837; 6. Aufl. 1880, 5 Bde.). 1838 wurde er zum Professor der Agrikulturchemie an der auf seinen Antrieb gegründeten École d’agriculture ernannt.
1848 begann er seine Vorlesungen über den Dünger im Departement Niederseine und übte einen großen Einfluss auf die Fortschritte der Kultur in der Normandie. 1858 folgte er einem Ruf nach Lille und wurde dann Rektor der Akademie in Clermont.
1842 wurde er korrespondierendes Mitglied der Académie des sciences.

## Schriften (Auswahl)
- Éléments de minéralogie appliquée aux sciences chimiques (Paris 1826, 2 Bde.);
- Nouveau manuel de botanique (Paris 1827);
- Considérations générales sur les volcans (Rouen 1830);
- Du sol arable (2. Aufl., Paris 1842);
- Des fumiers et autres engrais animaux (7. Aufl. 1875);
- Résumé des conférences agricoles sur les fumiers (3. Aufl. 1854);
- Moyens d’utiliser le marc de pommes (4. Aufl. 1854);
- Des marcs dans nos campagnes (Rouen 1854);
- Traité élémentaire d’agriculture (3. Aufl. 1874, 2 Bde.);
- Chimie générale et appliquée (1868–1869, 4 Bde.)